# Стоун, Ормонд
Ормонд Стоун (англ. Ormond Stone, 11 января 1847 — 17 января 1933) — американский астроном, математик и работник образования.
Стоун работал директором обсерватории Цинциннати, затем первым директором обсерватории Мак-Кормика в Виргинском университете, где воспитал большое количество ученых. Он был также редактором Annals of Mathematics, а в конце жизни сделал значительный денежный вклад в основание публичной библиотечной системы Ферфакса.